# 半夜月站
半夜月站（：／ Banyawol yeok */?）是大邱地鐵1號線沿線的一座地下車站，位於韓國大邱廣域市东区東湖洞。

## 車站結構
站體為2面2線側式月台的地下車站，候車月台設有月台幕門。

### 月台配置
| 新基 ↑ |
| \| 上  |
| ↓ 角山 |

| 月台 | 路線               | 目的地                       |
| ---- | ------------------ | ---------------------------- |
| 上行 | ●大邱都市铁道1号线 | 半月堂、中央路、舌化椧谷方向 |
| 下行 | ●大邱都市铁道1号线 | 角山、安心方向               |

## 历史
- 1998年5月2日：开通使用。

## 车站周边
- 大邱東部高校
- 大邱半夜月初等學校
- 安心中學
- 大邱東部警察署
- 安心郵局

## 相鄰車站
大邱都市鐵道公社
●大邱都市铁道1号线
新基（143）－半夜月（144）－角山（145）